# Aphycus
Aphycus is een geslacht van vliesvleugeligen uit de familie Encyrtidae. De wetenschappelijke naam van dit geslacht is voor het eerst geldig gepubliceerd in 1876 door Mayr.

## Soorten
Het geslacht Aphycus omvat de volgende soorten:
- Aphycus apicalis (Dalman, 1820)
- Aphycus atratulus Hoffer, 1954
- Aphycus bifasciatus (Timberlake, 1916)
- Aphycus brunneus Howard, 1885
- Aphycus coccidiphagus Girault, 1917
- Aphycus comperei (Annecke, 1963)
- Aphycus danzigae Sharkov, 1995
- Aphycus deynauensis Myartseva, 1981
- Aphycus elegans (Compere & Annecke, 1961)
- Aphycus frontatus Myartseva, 1982
- Aphycus fulvohirtus Hoffer, 1954
- Aphycus hadzibejliae Trjapitzin, 1962
- Aphycus hederaceus (Westwood, 1837)
- Aphycus immaculatus Howard, 1894
- Aphycus io (Williams, 1916)
- Aphycus iucundus Hayat, 2006
- Aphycus longicornis Trjapitzin, 1962
- Aphycus mesasiaticus Myartseva, 1979
- Aphycus mongolicus (Szelényi, 1972)
- Aphycus moravicus (Hoffer, 1952)
- Aphycus nassaui Girault, 1932
- Aphycus pallidus Trjapitzin, 1962
- Aphycus parisoti Girault, 1936
- Aphycus primus (Mercet, 1917)
- Aphycus rubescens (Compere & Annecke, 1961)
- Aphycus sapporoensis (Compere & Annecke, 1961)
- Aphycus secundus (Mercet, 1925)
- Aphycus shutovae (Nikol'skaya, 1952)
- Aphycus slavai Myartseva, 1981
- Aphycus sumavicus Hoffer, 1954